# António Gancho
António Luís Valente Gancho, mais conhecido como António Gancho (Évora, 1940 - Sintra, 2 de Janeiro de 2006), foi um poeta português. Fez parte do grupo do Café Gelo, em conjunto com grande figuras da literatura nacional, como Mário Cesariny e Herberto Helder, tendo sido considerado por este último como como uma das melhores vozes na poesia portuguesa.

## Biografia
Nasceu na cidade de Évora, em 1940. Durante a sua infância foi amigo dos conhecidos pintores eborenses Álvaro Lapa, Joaquim Bravo e António Palolo. Já então demonstrava interesse pela escrita, tendo Álvaro Lapa recordado em 1993 que «era ele quem escrevia versos, mais nenhum de nós sabia fazer aquilo assim, com aquela espontaneidade». Com cerca de dezasseis anos mudou-se para Lisboa com a sua família.
Ao longo da sua vida lutou contra doenças psicológicas, tendo passando cerca de quatro décadas em instituições de saúde mental. Tentou suicidar-se várias vezes, tendo a primeira tentativa sido aos vinte anos, sendo logo de seguida internado no Hospital Júlio de Matos, onde foi classificado como esquizofrénico. Pouco tempo depois passou para o Hospital Miguel Bombarda. Em Janeiro de 1967 foi internado na Casa de Saúde do Telhal, nas imediações de Sintra, onde ficou até ao seu falecimento. António Lapa criticou duramente o tratamento que o poeta recebeu ao longo da sua vida, tendo comentado que «foi muito mal tratado pela sociedade. É mais um caso de abuso psiquiátrico, de miséria nacional e institucional».
Na capital frequentou o Café Gelo, no Rossio, onde conviveu com grandes figuras do surrealismo português, como os poetas Mário Cesariny e Herberto Helder. Este grupo teve um impacto considerável sobre a sua obra, podendo-se distinguir alguns traços de lirismo e ironia típicos do surrealismo.
Escreveu apenas duas obras, O Ar da Manhã, publicada em 1995, e a novela erótica As Dioptrias de Elisa, lançada em 1996. A obra O Ar da Manhã é considerada como a sua principal, sendo composta por quatro livros, escritos entre 1967 e 1985. Ambas foram redigidas na Casa de Saúde do Telhal, e publicadas pela editora Assírio & Alvim. Em 1985 também foi publicada uma antologia da sua obra por Herberto Helder, com o título de Edoi Lelia Doura, e editada pela Assírio & Alvim. Herberto Helder baseou esta antologia num conjunto de 36 poemas que António Gancho lhe entregou, em 1973. Escreveu igualmente alguns poemas por encomenda no Telhal, principalmente de inspiração religiosa. Entrevistado pelo jornal Público, referiu que «dá-me para um maço de tabaco. Eu escrevo qualquer coisa. O autor deve ser digno de tudo, de toda a espécie de literatura». Em 2022, a obra O Ar da Manhã foi reeditada pela Assírio & Alvim. Foi classificado por Manuel Rosa, daquela casa editora, como «um homem de grande lucidez poética».
Morreu 2 de Janeiro de 2006, aos 65 anos de idade, vítima de um ataque cardíaco. O funeral foi realizado no Cemitério de Benfica, em Lisboa. António Lampreia, da Assírio & Alvim, classificou António Lampreia como «um poeta esquecido».